# Sekret Wilhelma Storitza

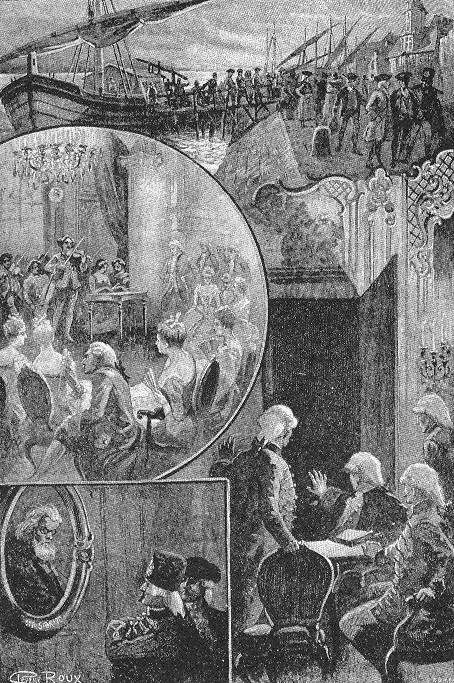
Ilustracja z francuskiego wydania Hetzel'a.

Sekret Wilhelma Storitza (fr. Le secret de Wilhelm Storitz) – jednotomowa, składająca się z 19 rozdziałów, wydana pośmiertnie powieść Juliusza Verne’a napisana w 1898. Po dokonaniu zmian, wprowadzonych do oryginalnej wersji przez syna pisarza – Michela, opublikowana została w 1910.
Pierwszy znany polski przekład pojawił się w 1990

.

## Treść
Bohaterem książki jest Francuz - Henryk Vidal, który 4 kwietnia 1757 roku dowiaduje się o planowanym ślubie swojego brata, Marca, sławnego malarza, z Myrą Roderich, córką węgierskiego lekarza z Ragz. Vidal natychmiast wyrusza w podróż na Węgry. Od swego przyjaciela dowiaduje się, że niejaki Wilhelm Storitz, syn Ottona, niemieckiego alchemika, również ubiegał się o rękę Myry, ale nie został przyjęty. 
Henryk zwiedza Ragz w towarzystwie kapitana Haralana, brata Myry. Odkrywa, że Storitz mieszka w Ragz razem ze służącym Hermannem. Przed ślubem ma miejsce wiele dziwnych wydarzeń - zerwanie ogłoszenia o ślubie, obraźliwa „Pieśń nienawiści”, wykonana przez nieznaną osobę na przyjęciu z okazji podpisania kontraktu przedmałżeńskiego, kradzież korony przez zjawę (?), zakłócenie ceremonii w kościele i spowodowana tym choroba Myry.
Henryk Vidal zaczyna łączyć te wydarzenia z osobą Wilhelma Storitza (głos, który zakłócił ślub, należał do niego) i dochodzi do wniosku, że syn alchemika dysponuje substancją, wywołującą niewidzialność (tytułowy sekret). Podejrzenia sprawdzają się, ale Storitz i jego służący giną w walce z policją. Storitz zdołał przedtem uczynić niewidzialną Myrę Roderich (rodzina sądziła, że ją porwano). Wszystko kończy się happy endem.

## Zmiany wprowadzone przez Michela Verne’a
- przeniesienie akcji z XIX do XVIII wieku
- usunięcie (późniejszych chronologicznie) wynalazków i realiów, takich jak kolej żelazna, ślub cywilny itp.
- zmiana niektórych nazw geograficznych
- szczęśliwe zakończenie